# 通俗心理学
通俗心理学（つうぞくしんりがく、英: Popular psychology）（略してポピュラー心理学やポップ心理学とも呼ばれる）とは、人間の精神生活と行動に関する概念や理論のことで、心理学に基づいているとされ、一般大衆に信頼され受け入れられているものを指す。この概念は1950年代と1960年代のヒューマン・ポテンシャル運動と関連している。
通俗心理学者という用語は、学術的な資格によってではなく、その仕事に対する反応としてそのようなイメージを投影したり、そのように認識されたりすることで、広く心理学者とみなされている著者、コンサルタント、講演者、芸能人を表すために使用される。
通俗心理学という用語は、人間行動に関する日常的な情報源の広大なネットワークである「通俗心理学産業」を指す際にも使用される。
この用語は、単純化しすぎ、時代遅れ、証明されていない、しばし不正確な形で世間に広まっている心理学的概念を表すために軽蔑的に使用されることが多い。しかし、この用語は、多くの専門家によって有効で効果的とみなされ、一般大衆による使用を意図して専門的に生産された心理学的知識を表すためにも使用される。

## 種類
通俗心理学は一般的に以下の形態をとる：
- M・スコット・ペック（英語版）による『The Road Less Travelled』などのセルフヘルプ本
- ラジオ、テレビ、印刷物を通じて提供されるアドバイス（英語版）。例えばディア・アビー（英語版）、ドクター・フィル（英語版）、ダン・サベージ（英語版）など
- 「脳の10パーセント神話」などの神話[2]
- 心理学に基礎を持つが、専門的な議論よりも日常的な用語で頻出する用語—例えば、インナーチャイルド（英語版）、脳機能局在論、心の知能指数、フロイト的失言（英語版）、エニアグラムなど
- 神経言語プログラミングのような、科学的に検証されていない心理学的手法に対する一般大衆の認識[3]
- 「心理学者バラス・スキナーは自分の娘を'スキナー箱'で育てた」などの都市伝説[4]
- 神話学[5]
- 心理学としてはバイアスがかかっている懸念があるが日常用語としては専門用語よりも頻繁に見受けられる用語法[3]
- 都市伝説 [6]

## セルフヘルプ
通俗心理学はセルフヘルプ産業の重要な要素である。
フリードとシュルティスによると、良いセルフヘルプ本の基準には「本の効果に関する著者の主張、科学的証拠と専門的経験に基づく問題解決戦略の提示、著者の資格と専門的経験、参考文献の掲載」が含まれる。
セルフヘルプ本の3つの潜在的な危険性は次の通りである：
- 人々が自分を心理的に障害があると誤って認識する可能性がある
- 人々が自己診断を誤り、間違った問題に対する資料を使用する可能性がある
- 人々がプログラムを評価できず、効果のないものを選択する可能性がある

## サイコバブル
心理学用語の誤用や過剰使用はサイコバブルと呼ばれる。
時として心理学の業界用語は、販売促進、セルフヘルププログラム、ニューエイジ思想に科学的な体裁を与えるために使用される。また、人々は喪失後の悲しみなどの日常的な正常な経験を、不快な感情がうつ病のような精神病理学の一種であることを示唆することで、正常な行動を医療化するような方法で心理学用語を使用する。人々は、複雑な、記述的なまたは特別な難解な用語の方が社会的および個人的状況の経験をより明確にまたはより劇的に伝えると信じているため、あるいはそれによって自分がより教養があるように聞こえると信じているため、サイコバブルを使用することがある。
心理学用語に起源を持ち、典型的に誤用される用語には、共依存、異常、人間関係、ナルシシズム、反社会性パーソナリティ障害、外傷的絆、相乗効果、ガスライティングなどがある。

## 歴史
アメリカ心理学の歴史における初期の動きは、文化が分野全体に置く重要性を説明することができる。

### アメリカにおける心理学の台頭
19世紀後半から、ドイツの学者ヴィルヘルム・ヴントの影響を大きく受け、ジェームズ・キャッテル、スタンレー・ホール、ウィリアム・ジェームズなどのアメリカ人が、アメリカにおける心理学を学問分野として形式化することを助けた。心理学の人気は、一般大衆がこの分野をより認識するようになるにつれて成長した。1890年、ジェームズは『心理学原理』を出版し、一般の関心が高まった。1892年、ジェームズは一般大衆が心理学文献を読み理解する機会として『Psychology: The Briefer Course』を執筆した。同様の試みとして1895年に、もう一人のアメリカの心理学者であるE・W・スクリプチャーは、一般読者向けに適応された『Thinking, Feeling, Doing』という本を出版した。

### 一般的な誤解と対抗する努力
様々な出版物にもかかわらず、一般大衆は心理学者が何をし、心理学が何に関するものであるかについてほとんど理解していなかった。多くの人々は心理学を「精神読解と心霊主義」:941であり、日常生活には実際の応用がないと信じていたが、実際には心理学は日常生活に十分な応用可能性を持つ正常な人間の行動と経験を研究することに関するものであった。
したがって、心理学への大衆の関心にもかかわらず、平信徒向けの正確な心理学の説明は稀であった。多くの心理学者は、自分たちの職業が適切に一般大衆に届いていないことを懸念するようになった。
1893年、ジョセフ・ジャストローとヒューゴー・ミュンスターバーグは、心理学を祝福し、一般大衆に情報を提供し、一般的な誤解を修正する努力として、シカゴのシカゴ万国博覧会 (1893年)で心理学の公開展示を主導した。展示は機器、研究トピック、心理学の目的に関する情報カタログを提供した。同様に一般大衆に情報を提供する試みとして、1904年のセントルイスのセントルイス万国博覧会には、スタンレー・ホール、エドワード・ティチェナー、メアリー・ウィットン・カルキンス、ジョン・ブローダス・ワトソン、アドルフ・マイヤーらによる発表が含まれた。展示には公開テストと実験も含まれていた。
称賛に値するものの、一般大衆の承認を求める試みは大きな影響を与えることができず、心理学者たちは自分たちの公的イメージについてより懸念するようになった。1900年、ジャストローは事実と寓話を明確に区別することによって、一般的な心理学の誤解を解決することを目的とした『Fact and Fable in Psychology』という本を執筆した。彼は本の序文で「純粋な心理学の方法、心理学における進歩の条件、その問題の範囲と性質が適切に理解されることは、重大な関心事である」と述べている。

### 心理学の大衆化
応用心理学のより強力な動きが起こるまで、心理学の人気は人々の日常生活に影響を与えるほどには成長しなかった。スタンレー・ホールの教育心理学における研究は、教育アプローチの変化と実験心理学に支えられた児童研究運動をもたらし、教育改革を導いた。
いくつかの評論家は、実験心理学を教育に応用することは問題があるかもしれないと警告した。1898年、ミュンスターバーグは「The Danger from Experimental Psychology」という論争を呼ぶ記事を執筆し、その中で実験結果を成功的な教育実践に移転することは不可能であると主張した。
意見の相違にもかかわらず、大衆文化は研究が生活を改善できるという期待を持って、応用心理学分野の意味を掴んだ。初期の応用には臨床心理学、ビジネス、産業・組織心理学、広告の心理学が含まれていた。さらに、第一次世界大戦の開始は、軍事心理学への応用によってもたらされた心理学の進歩につながった。
メディア (媒体)は、無数の書籍や『Harpers』、『Forum』、『Atlantic Monthly』、『Colliers』などの一般雑誌の出版を通じて、一般大衆により身近な心理学的情報を提供した。第一次世界大戦後、より頻繁な通俗心理学の情報源への需要が高まり、新聞が一般大衆の主要な情報源となった。実際、新聞のコラムは非常に好評で、専門の心理学者のジャストローは1920年代に150以上の新聞に掲載された「Keeping Mentally Fit」というコラムを持っていた:943。
やがて、心理学的サービスと情報に対する一般大衆の需要は激しく成長し、正当な研究と実際の心理学者の供給が不十分になった。結果として、非専門家たちが心理学者を装ってサービスを提供し始めた。
アメリカ心理学会（APA）は、訓練を受けた心理学者のための公式認証を確立する努力で対応した。しかし、一般大衆の関心はその資格を無視し、その妥当性に関係なく、一般的な心理学的科学を適用することを熱心に求めた:943。
有用な心理学への興奮は短命で、一般心理学による誇張された虚偽の主張を警告する記事によって抑制された。スティーヴン・リーコックは1924年に心理学の人気の変化を次のように描写している：

新しい研究の一部として、心理学は...人生のほぼすべてのことに使用できることが分かった。今では学術的または大学的な意味での心理学だけでなく、ビジネスの心理学、教育の心理学、セールスマンシップの心理学、宗教の心理学...そしてバンジョーを演奏する心理学もある。つまり、誰もが自分のものを持っている。

他の人々も同様の警告を一般大衆に向けて著し、その中で最も繰り返されたものの一つが、グレース・アダムスの1928年の記事で書かれたものである：

応用心理学に対する激しい攻撃で心理学は個々の心理学者が人気と繁栄を達成できるように科学的根源を放棄したと主張した。

1929年に世界恐慌が襲った後、一般文学は衰退し始めたが、定期刊行物における科学的出版物は増加した。公共部門とアカデミーの間のこの不一致は、専門の心理学者がアメリカの問題を解決することに興味がないという一般的な信念を支持した。専門家の参加の欠如は、疑似科学的で非専門的な心理学文献が非常に人気を集めることを可能にした。1930年代には、セルフヘルプ本と3つの雑誌（『Modern Psychologist』、『Practical Psychology Monthly』、『Psychology Digest』）の出版が一般心理学運動の一部となった:944。
第二次世界大戦は、専門的機会の増加とともに、専門的心理学に科学としての価値を証明するもう一つの機会を与えた。「彼らは我々を理解していないのか？ 心理学の公共イメージの歴史」という記事で、ベンジャミンはその当時の心理学の方向性を次のように描写している：

心理学者が政府、産業界、軍部から受けた称賛は、心理学の公的イメージに大きな後押しを与えた......しかし、多くの現代の心理学者は、現在のイメージが許容できるものからはほど遠く、心理学の科学と専門職がそのイメージのために苦しみ続けていることを懸念している(p945)。

### 通俗心理学の現状
1969年のAPA会長演説で、ジョージ・アーミテージ・ミラーは心理学の未来に希望を持ち、「心理学の真の影響力は......一般大衆への影響を通じて、人間として可能なことと望ましいことについての新しい異なる公的概念を通じて感じられるだろう」と述べた。
現在の出来事は心理学の分野における人気に影響を与える。2020年と2021年の間、最も人気のある心理学記事の多くはCOVID-19やZoom疲れについてのものだった。APAの最もダウンロードされたジャーナル記事には、ソーシャルメディアに関する研究が頻繁に含まれている。ソーシャルメディアは健康に関する誤情報を頻繁に広める、そしてこれはメンタルヘルスの誤情報にも及ぶ可能性がある。サイコバブルはソーシャルメディアでこの誤情報を広めるために使用される可能性がある。しかし、ソーシャルメディアはポップ心理学がメンタルヘルスの啓発を広めるために使用される場所にもなり得る。

### 限界と批判
2023年6月のVox Mediaの記事は、ポップ心理学用語（「セラピー用語」）の限界を探り、「人々は議論を補強したり経験を正当化したりするために、特定の出来事や人々を様々な程度で表現する用語に執着するようになる。困難な状況を説明するための共通言語を持つことは、人々がより効果的に懸念を伝え、サポートを得るのに役立つが、これらの用語は同様に容易に武器化される可能性がある」と述べている。